# Aleksander Čeferin
Aleksander Čeferin (Ljubljana, 13 d'octubre de 1967) és un advocat i dirigent esportiu eslovè. És l'actual president de la UEFA, l'organisme internacional rector del futbol europeu. Anteriorment havia estat president de l'Associació de Futbol d'Eslovènia, des de 2011 fins a 2016.

## Biografia
Čeferin va néixer el 1967 a Ljubljana (Eslovènia, aleshores membre de Iugoslàvia) al si d'una família d'advocats de Grosuplje. Després de graduar-se en Dret a la Universitat de Ljubljana, va començar a treballar al bufet familiar. Després de la independència d'Eslovènia, el grup Čeferin es va especialitzar en la representació d'atletes i clubs esportius professionals. Quan el seu pare va decidir retirar-se, tant Aleksander com el seu germà Rok van passar a ser-ne els directors.
La seva primera experiència a la gerència esportiva va ser el 2005, com a assessor de l'equip de futbol sala de Litija. L'any següent va passar a formar part de la junta directiva del NK Olimpija Ljubljana, una refundació de l'equip eslovè del mateix nom, que va encadenar cinc ascensos consecutius, fins a debutar a la Primera divisió de la lliga d'Eslovènia, la temporada 2009-10.
El 2011, Čeferin va ser nomenat president de l'Federació Eslovena de Futbol. Aquest mateix any va començar a exercir funcions al Comitè Legal de la UEFA, del que arribaria a ser segon vicepresident.
El 14 de setembre de 2016, Čeferin va ser escollit president de la UEFA, després de vèncer el neerlandès Michael van Praag per 42 vots a 13. La seva elecció va ser interpretada com un símbol de renovació dins de l'organisme, després que el seu predecessor Michel Platini fos apartat del càrrec pel Comitè d'Ètica.